# Katina
Katina (italsky Catena) je malý neobydlený ostrov v Jaderském moři. Je součástí Chorvatska, leží v Zadarské župě a je součástí souostroví Kornati. Ostrov není trvale obydlen, nachází se zde ale apartmán, dvě restaurace a malý přístav. Nejvyšším vrcholem ostrova je kopec Velki vrh (117 m), u pobřeží se nacházejí zátoky Luka Proversa, Pod Katina a Saručica.
Katina je vklíněna přímo mezi ostrovy Dugi otok a Kornat, přičemž vzdálenost mezi Katinou a Kornatem je 107 m, kdežto mezi Katinou a ostrovem Dugi otok pouze 47 m.
Ostrov Katina je součástí národního parku Kornati, popřípadě přírodního parku Telašćica. Dalšími sousedními ostrovy jsou Donja Aba, Gornja Aba a Veliki Buč. Ostrov je převážně tvořen z křídového vápence.